# Лачинский коридор
Лачи́нский коридо́р (азерб. Laçın dəhlizi; арм. Լաչինի միջանցք, реже Բերձորի միջանցք «Бердзо́рский коридор») — шестикилометровый горный коридор в Лачинском районе Азербайджана, соединявший Армению и Нагорный Карабах.
С мая 1992 до ноября 2020 года фактически контролировался непризнанной Нагорно-Карабахской Республикой и согласно её административно-территориальному делению входил в Кашатагский район. В ноябре 2020 года, по результатам Второй карабахской войны, в Лачинском коридоре был развёрнут миротворческий контингент Российской Федерации. С декабря 2022 года проезд через коридор заблокирован Азербайджаном в рамках блокады Нагорного Карабаха. С 23 апреля 2023 года у въезда в Лачинский коридор со стороны Армении на мосту через реку Акера действует контрольно-пропускной пункт Госпогранслужбы Азербайджана.
Территория коридора изначально охватывала три населённых пункта: сёла Забух, Сус и собственно город Лачын. 26 августа 2022 года данные населённые пункты были возвращены под контроль Азербайджана, а сам коридор стал проходить по новому маршруту, идущему в обход населённых пунктов.

## История

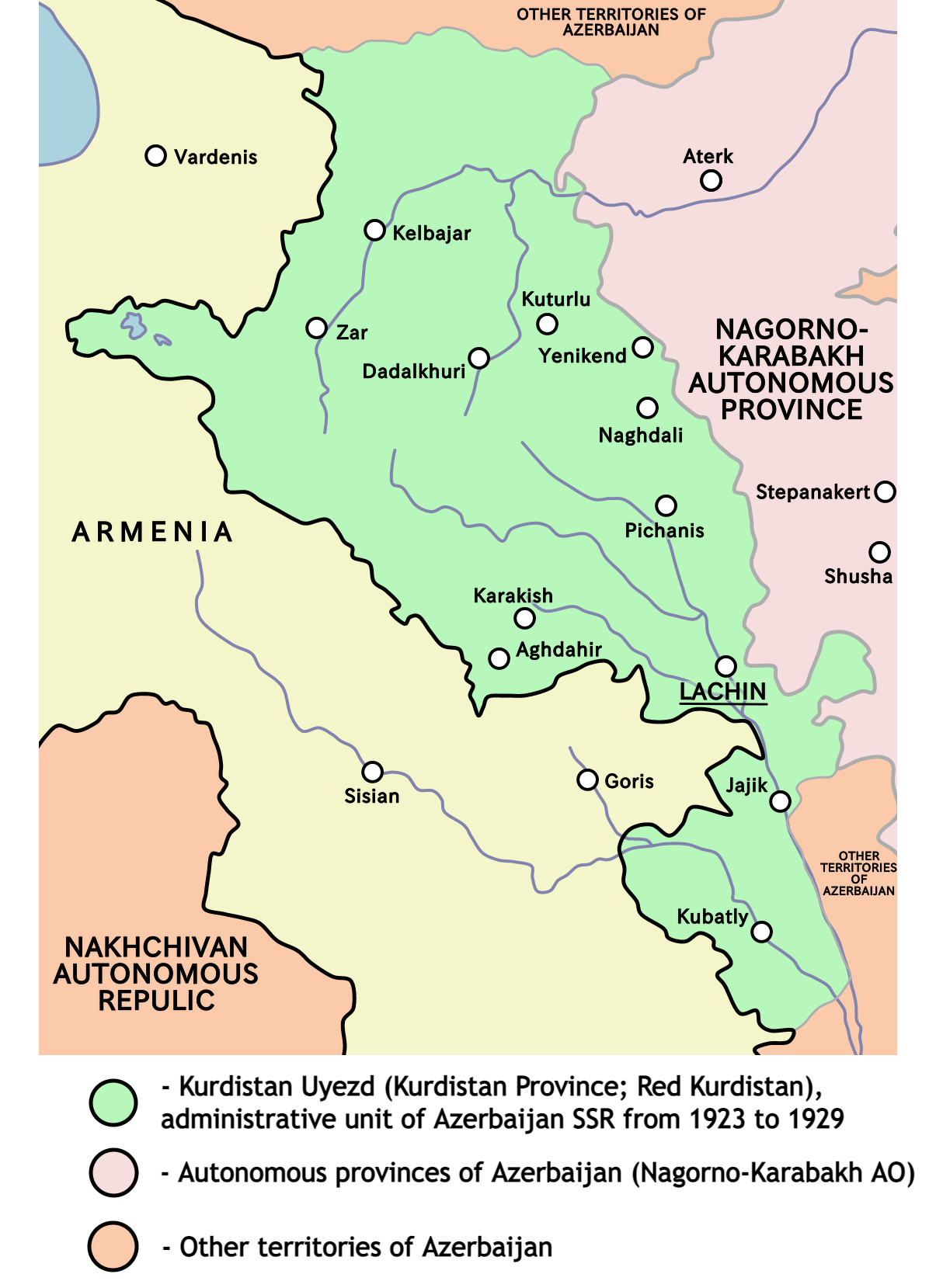
Карта Курдистанского уезда Азербайджанской ССР в 1923—1929 годах (зелёный цвет).
Также обозначена Нагорно-Карабахская автономная область (розовый цвет)

В XV—XVII веках здесь существовало армянское Кашатагское меликство. В начале XVII века персидский шах Аббас I заселил курдские племена на территории, расположенные между Арцахом и Сюником, с целью ослабить армянских меликов.
В 1923 году в Лачинском коридоре был образован Курдистанский уезд, просуществовавший до 1929 года, а из армянонаселённой части Нагорного Карабаха была образована автономная область. Решение об образовании этих двух административных единиц было принято в один день — 7 июля 1923 года. Курдистан становится самостоятельной административной единицей в следующих территориальных границах: на севере Курдистанский уезд был отделён от Гянджинского водоразделом Муровдагского хребта, далее граница с Нор-Баязетским уездом Армянской ССР проходила по Кангуро-Алангёзскому хребту, на юго-западе Курдистан граничил с Даралагязским и Зангезурским уездами Армении. На юго-востоке его границы с бывшим Джебраильским уездом соприкасались по реке Акера, начиная от селения Эфендиляр до впадения в Акеру реки Милхелев, её левого притока. Граница уезда с Нагорным Карабахом начиналась от впадения Милхелев в Акеру и продолжалась вплоть до Муровдагского хребта.
Поскольку НКАО была со всех сторон окружена территорией Азербайджанской ССР, то провозглашённая в 1991 году в границах НКАО и Шаумяновского района (также не имевшего границы с Армянской ССР) Нагорно-Карабахская Республика была поначалу отделена от Армении территорией Азербайджана.
17 мая 1992 года, в ходе Карабахского конфликта, с минимальными потерями для обеих воюющих сторон, армянскими формированиями был захвачен и сожжен город Лачин. После этого была открыта дорога, которая более двух лет оставалась закрытой, теперь Нагорный Карабах и Армения имели связь. С взятием карабахскими армянскими силами Лачина была прорвана блокада Нагорного Карабаха, и таким образом был образован коридор в Армению, который открыл возможности для военной и гуманитарной помощи. В октябре 1992 года Азербайджаном была предпринята неудачная военная операция по возвращению контроля над Лачинским коридором.
Лачинский коридор был одним из вспомогательных направлений, помимо Варденисского района Армении (основное направление), а также Джермукского района Армении и северо-западного сектора Карабаха, с которого армянскими вооружёнными силами велось наступление по захвату Кельбаджара.

### Вопрос о наличии границы между НКАО и Армянской ССР

Лачинский коридор между Арменией и Нагорным Карабахом (красным обозначена территория НКАО на момент распада СССР).

Существуют противоположные точки зрения на вопрос о том, соприкасались ли когда-либо в новейшей истории территории НКАО и Армянской ССР.
Некоторые авторы придерживаются точки зрения, что на протяжении 1920-х годов территории НКАО и Армянской ССР соприкасались. Правовед Тим Потье считает, что территории Армении и НКАО соприкасались в одной точке с июля 1923 года до создания Курдистанского уезда в 1924 году. Американский историк О. Альтштадт и специализирующийся по Кавказу шведский политолог С. Корнелл апеллируют к 1-го тому БСЭ за 1926 год (1-е издание), в том числе к размещённой там карте. По их мнению, на этой карте НКАО в одном месте граничит с Армянской ССР, однако к выходу этой энциклопедии в 1930 году границы были изменены. На мнение О. Альтштадт опирается российский историк В. Шнирельман, писавший о наличии до 1930-х годов общей границы НКАО с Армянской ССР. В периодическом издании «Soviet nationalities survey» Бюро разведки и исследований Госдепартамента США, ссылающемся на советскую карту 1929 года, отмечается, что в период с 1923 и по крайней мере до 1930 года территория НКАО в какой-то момент соприкасалась с Армянской ССР, хотя и не имела с ней дорожного сообщения.  
Другая часть авторов (например, Р. Суни, Р. Хьюсен, Т. де Ваал и т. д.) придерживается мнения, что образованная в 1923 году Нагорно-Карабахская автономная область не имела общей границы с Арменией. Как пишет журналист и специалист по Кавказу Т. де Ваал, на карте границы созданной автономной области подходили близко к границам Армении, но не касались их — между ними лежал Лачинский регион Азербайджана. В Атласе СССР, изданном в 1928 году, сказано: «Границы Области со всех сторон представляют различные местности, находящиеся в составе Азербайджанской ССР». Американский исследователь А. Сапаров отмечает, что изначальный список населённых пунктов, подлежавших включению в Автономную область Нагорного Карабаха, не предопределял наличие границы с Арменией. По его мнению, на некоторых ранних советских картах можно заметить, что границы двух образований касаются, однако масштаб карт слишком мелок, чтобы однозначно судить об этом, и на сегодняшний день нет веских оснований полагать, что у автономной области когда-либо имелась общая граница с Армянской ССР.
Помимо точки зрения на отсутствие границы между автономией и соседней союзной республикой, исследователи не обходят своим вниманием расположение между ними иной административно-территориальной единицы — Курдистанского уезда. Это уезд, просуществовавший с 1923 по 1929 годы, включал нынешние Кельбаджарский, Лачинский и Кубатлинский районы. Согласно приказу АзЦИКа от 6 августа 1923 года об образовании трёх новых уездов, Курдистанский уезд имел беспрерывную границу с НКАО с востока. Р. Хьюсен указывает, что Курдистанский уезд заполнял территориальное пространство между Нагорным Карабахом и Арменией, Д. МакДональд, что курдская территория была зажата между Арменией и Нагорно-Карабахской автономной областью. По мнению философа и политолога А. Цуциева, НКАО имело анклавное положение, между автономной областью и Арменией был создан Курдистанский уезд, но, вероятно, на начальном проекте предполагалась стыковка границ двух частей курдского Зангезура между Арменией и НКАО. Американский исследователь, эксперт по Кавказу Х. Йылмаз отмечает, что район проживания курдов, где и был образован Курдистанский уезд, располагался в западной оконечности Нагорно-Карабахского региона Азербайджана, а граница между Азербайджанской и Армянской ССР проходила по восточной части Зангезурского хребта и западнее НКАО. По мнению американского дипломата Ф. Ремлера, в соответствии с советской идеологией права курдов на этнические границы были бы нарушены при включении территорий их проживания, Лачина и Кельбаджара, в состав НКАО или Армянской ССР.

Карты 1920-х годов с границами НКАО, Азербайджанской и Армянской ССР
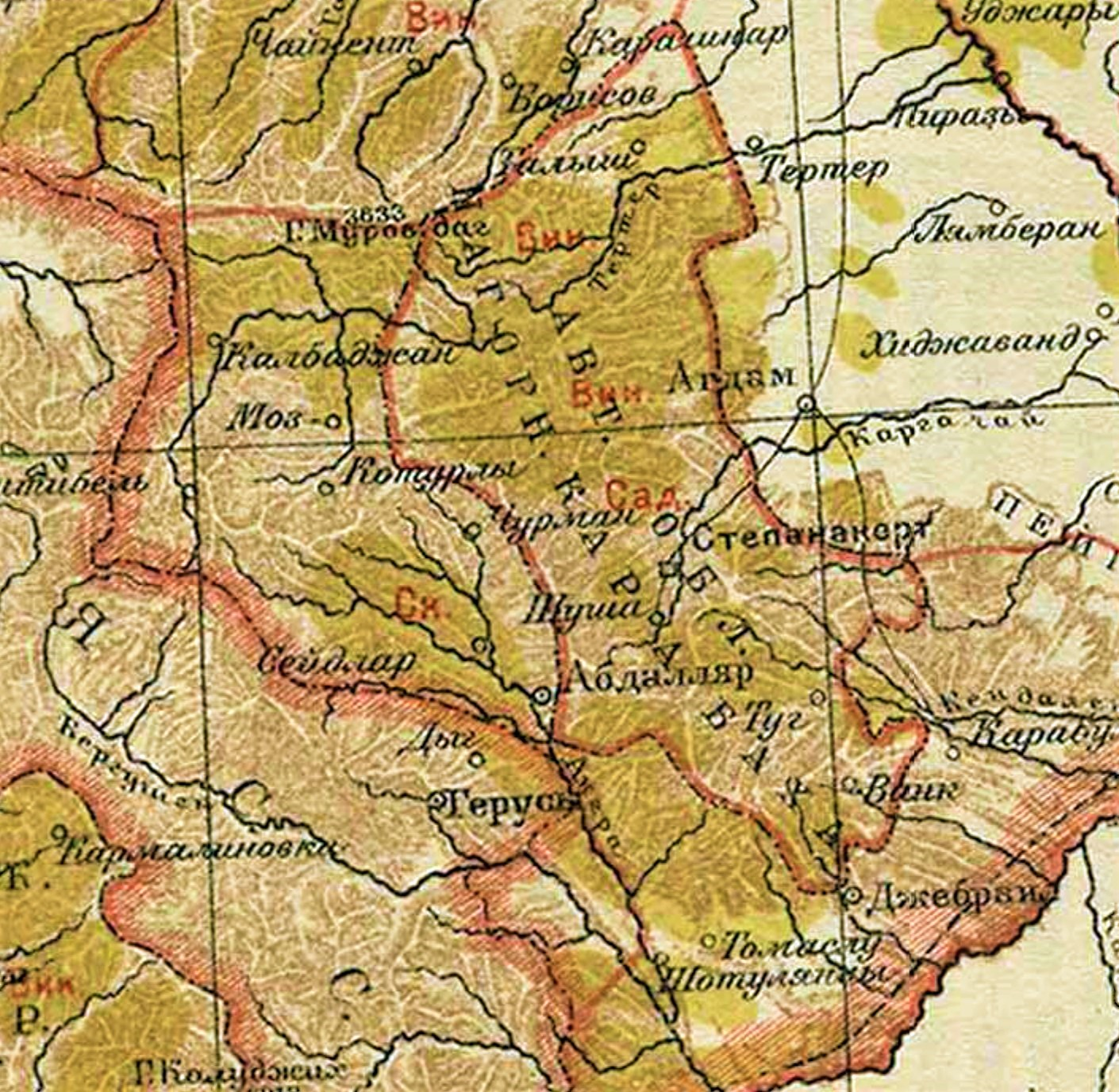
НКАО на карте Азербайджанской ССР из БСЭ. Т. 1, 1926 г.
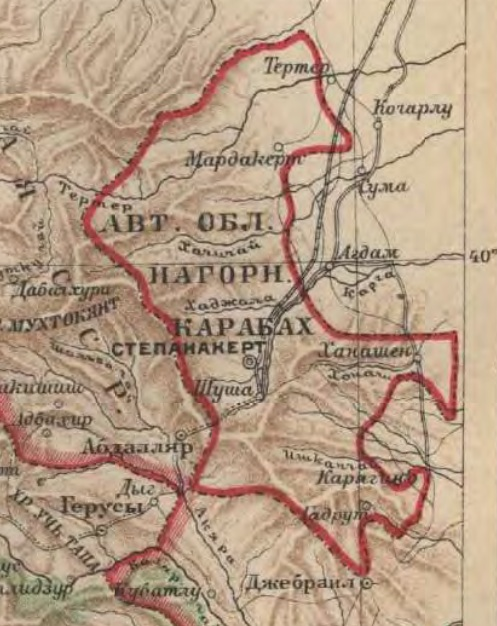
НКАО на карте Армянской ССР и сопредельных территорий из БСЭ. Т. 3, 1926 г.
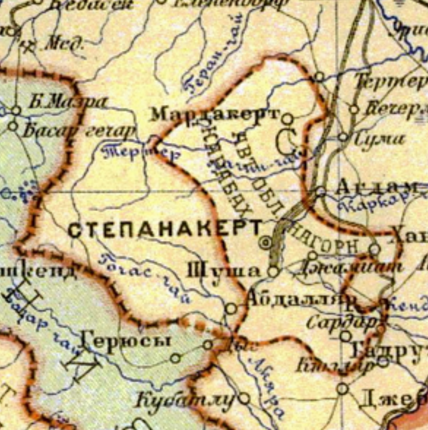
НКАО на карте ЗСФСР из Атласа СССР, 1928 г.
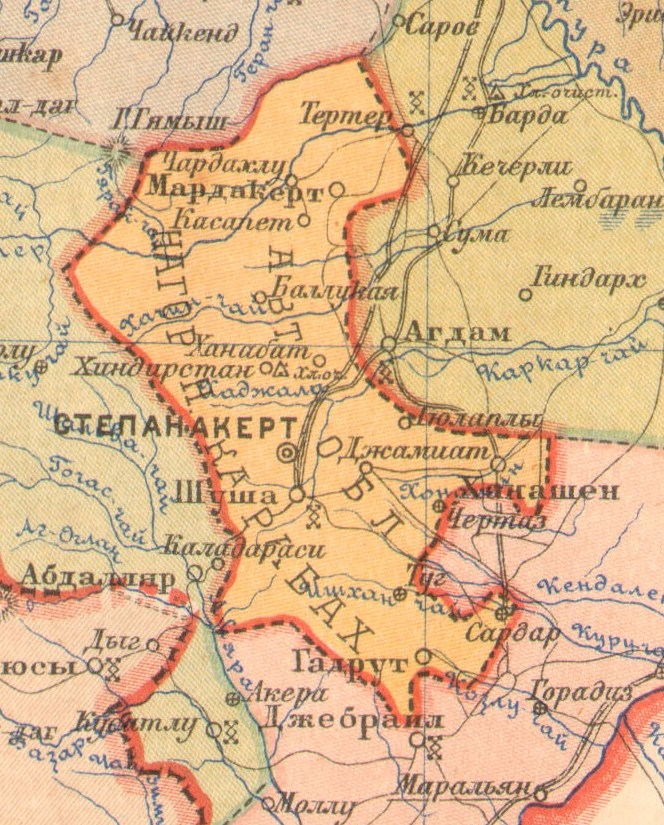
НКАО на карте Азербайджанской ССР из Атласа СССР, 1928 г.

## Переговоры о статусе коридора
По воспоминаниям Жирайра Липаритяна, бывшего заместителя министра иностранных дел Армении, сразу после установления армянского контроля над Лачином председатель комитета обороны непризнанной Нагорно-Карабахской Республики Роберт Кочарян сделал заявление, в котором обещал вернуть город под контроль Азербайджана, как только армяне Нагорного Карабаха получат гарантии безопасности. Но уже в 2007 году тогдашний президент НКР Аркадий Гукасян, комментируя вероятность возвращения Лачина Азербайджану, заявил: «Этого не произойдёт. Мы освободили эту землю не для того, чтобы сдать».
Наличие сухопутной связи между Арменией и Нагорным Карабахом было одним из основных условий, поставленных Арменией на переговорах по урегулированию Карабахского конфликта. Армянской стороной Лачинский коридор рассматривался как стратегический район, на который не должен был распространяться какой-либо контроль Азербайджана. Со своей стороны, Азербайджан настаивал на освобождении Лачина наравне с другими оккупированными территориями. Начиная с 1997 года стороны пришли к соглашению о рассмотрении вопроса Лачина отдельно. С целью решения проблемы Лачинского коридора выдвигались предложения об одновременном создании под международной протекцией особого режима на данной территории и районе Мегри, а также предложения об обмене территориями.
В ходе переговорного процесса, спорным также оставался вопрос о потенциальных границах Лачинского коридора. По подсчётам экспертов Министерства обороны Армении, Лачинский коридор должен был иметь ширину 60 км, что включало бы и часть Кубатлы, для предотвращения артиллерийского обстрела дороги. Однако вскоре этот стереотип устарел, так как наличие у Азербайджана современного оружия сводило эти расчёты на нет.

### План Гобла
План был назван в честь Пола Гобла, бывшего сотрудника Государственного департамента США, который в 1992 году составил меморандум, где выдвигалась идея решения карабахской проблемы обменом территориями. Согласно этому плану, Азербайджану предлагался коридор через Мегринский район Армении (Зангезурский коридор), соединяющий его с Нахичеванью, в обмен на Лачинский коридор между Нагорным Карабахом и Арменией. Этот план обсуждался на встрече Гейдара Алиева и Роберта Кочаряна в Вашингтоне в апреле 1999 года. План был отвергнут представителями азербайджанской элиты. Из-за разногласий по этому вопросу подали в отставку Вафа Гулузаде, министр иностранных дел Тофик Зульфугаров и руководитель администрации президента Эльдар Намазов. Для Армении потеря Мегри означала бы потерю границы с Ираном, что вызвало большую полемику в стране.

### Другие варианты решения
В начале июля 1992 года Россией, в рамках посредничества, был предложен план по урегулированию конфликта, в рамках которого маршрут Агдам—Степанакерт—Шуша—Лачин—Горис получал специальный правовой статус, то есть предлагалось создать «путь мира и доверия». В соответствии с этим планом 9 июля 1992 года руководством Азербайджана был отдан приказ остановить успешное наступление войск. Однако Армения не была удовлетворена этим планом.
В ноябре — декабре 1997 года сопредседателями Минской группы ОБСЕ был выдвинут ряд предложений по урегулированию Нагорно-Карабахского конфликта, среди которых для связи Нагорного Карабаха с внешним миром Азербайджану предлагалось сдать зону Лачинский коридор в «аренду» ОБСЕ, а контроль над ней должен был устанавливаться ОБСЕ, «в сотрудничестве и взаимодействии» с властями НК. Азербайджаном эти предложения были отвергнуты, основываясь на национальных интересах и нормах международного права. В середине июня 2002 года президент Азербайджана Гейдар Алиев заявил, что так называемые «Парижские принципы», суть которых участниками не разглашаются, являются предложением об обмене Мегри на Лачин. Президентом Армении Робертом Кочаряном эти заявления были опровергнуты, однако от раскрытия деталей этих принципов он отказался.
В 2011 году на саммите в Казани при посредничестве президента России Дмитрия Медведева лидеры Азербайджана и Армении Ильхам Алиев и Серж Саргсян, рассматривали проект «дорожной карты» долгосрочного урегулирования карабахского конфликта. Согласно предложению, вместе с передачей Азербайджану захваченных армянами азербайджанских районов вокруг Нагорного Карарбаха, в Лачинском районе должен был быть создан коридор для сообщения Нагорного Карабаха с Арменией. Однако лидеры Азербайджана и Армении так и не смогли достичь компромисса.
До войны 2020 года власти Азербайджана старались рассматривать вопрос коридора и самого района в отдельности. Принимая во внимание заявления армянской стороны о важности Лачинской дороги, ими было предложено восстановление дороги Агдам—Лачин—Горис—Сисиан—Нахичевань. По мнению азербайджанской стороны, этот коридор мог бы стать самым удобным маршрутом в Нахичевань. В этом случае и Армения, и Азербайджан были бы заинтересованы в безопасности и свободном передвижении по Лачинскому коридору. Тогда остальная часть Лачинского района могла бы быть освобождена без особых затруднений.

### Заявление о прекращении огня в Нагорном Карабахе с 10 ноября 2020 года

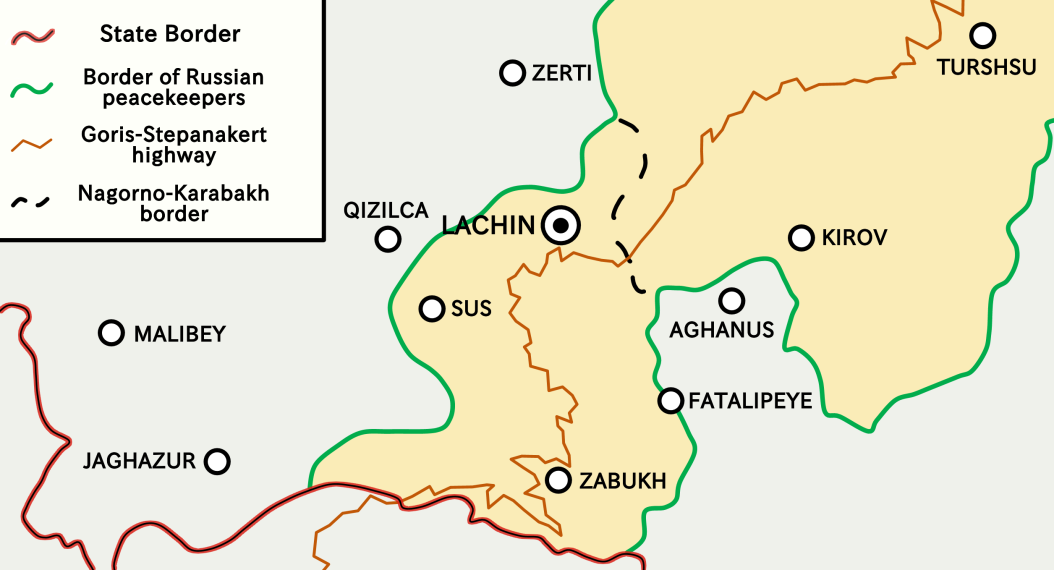
Лачинский коридор шириной в 5 км

9 ноября 2020 года президентом Азербайджана Ильхамом Алиевым, премьер-министром Республики Армения Николом Пашиняном и президентом Российской Федерации Владимиром Путиным было подписано трёхстороннее заявление о прекращении огня в зоне нагорно-карабахского конфликта. В заявлении говорилось о полном прекращении огня и всех военных действий.
В одном из пунктов заявления говорится о том, что Армения до 1 декабря 2020 года возвращает Лачинский район Азербайджанской Республике. Лачинский коридор (шириной 5 км), который будет обеспечивать связь Нагорного Карабаха с Арменией и при этом не будет затрагивать город Шушу, остаётся под контролем миротворческого контингента Российской Федерации.
Согласно заявлению Ильхама Алиева, в ближайшие три года после подписания заявления Азербайджан и Армения определят план строительства нового маршрута движения по Лачинскому коридору, обеспечивающий связь между Нагорным Карабахом и Арменией, с последующей передислокацией российского миротворческого контингента для охраны этого маршрута.
Азербайджанская Республика гарантирует безопасность движения по Лачинскому коридору граждан, транспортных средств и грузов в обоих направлениях.

## Изменение демографической ситуации в Лачинском коридоре
С 1994 года, сразу же после окончания военных действий, правительство Армении, а также власти Нагорного Карабаха, считали планомерное заселение этническими армянами Лачинского района (где армянское население в 1989 году было мизерно) своей стратегической целью, причём до 2009 года заселение ограничивалось в основном Лачинским коридором. По данным переписи, проведённой НКР в 2005 году, в  Лачине жило 2 200 человек, хотя представители местной администрации в частных беседах признавали, что в реальности это число намного ниже. В 2005 году Миссия ОБСЕ по установлению фактов заселения территорий вокруг Нагорного Карабаха подтвердила, что местные власти гарантируют желающим поселиться в Лачине армянам всевозможные права и льготы, в том числе низкие тарифы на коммунальные услуги, освобождение от налогов и социальное обеспечение. Помимо этого, переселение поощрялось различными армянскими благотворительными фондами в Армении и за рубежом.
Азербайджан обвинял Армению в нарушении Женевских конвенций и попытке изменить демографический состав региона. Несмотря на то, что миссия ОБСЕ охарактеризовала большинство живущих на тот момент в Лачине армян как вынужденных переселенцев из бывших армянонаселённых сёл Азербайджана, представители местной администрации признавали, что новыми поселенцами являются по большей части армяне из Армении. По словам руководителя местной районной администрации Давида Давтяна, на момент начала военных действий в 2020 году карабахских армян среди жителей «Кашатагского района» было лишь 5 %; примерно столько же приходилось на долю переселившихся сюда сирийских и ливанских армян. Остальные же 90 % являлись уроженцами Армении, в основном крестьянами из Арташата и Ехегнадзора.
После подписания заявления о прекращении огня 10 ноября армянские колонисты массово покинули территорию, оставшуюся вне контроля властей НКР, в том числе Лачинский район. Несмотря на присутствие в Лачинском коридоре российских миротворцев, большая часть живших здесь в межвоенный период армян предпочла уехать. К концу февраля 2021 года в трёх населённых пунктах Лачинского коридора оставалось менее 200 армян.
В августе 2022 года остававшиеся в Лачинском коридоре армяне получили указание от властей НКР покинуть занимаемые ими дома по причине того, что эти населённые пункты передавались азербайджанской стороне. До 25 августа из коридора выехали все армяне. Первые группы вынужденных переселенцев-азербайджанцев возвратились в Лачин 27 мая, в Забух — 25 августа 2023 года, в Сус — 9 мая 2024 года.

## Строительство нового маршрута движения по Лачинскому коридору
1 декабря 2020 года президент Азербайджана Ильхам Алиев заявил, что Азербайджан может ранее чем через три года построить новый коридор, соединяющий Нагорный Карабах с Арменией. По словам Алиева, после определения параметров нового коридора город Лачын также будет возвращен Азербайджану.
В начале февраля 2022 года глава общины села Киров Самвел Саргсян заявил, что Азербайджан уже восемь месяцев ведёт строительство новой дороги, соединяющей Нагорный Карабах с Арменией. Его слова подтвердил и глава села Мецкаладереси Давид Давтян.
В апреле 2022 года Государственное агентство автомобильных дорог Азербайджана официально объявило о строительстве автомобильной дороги в обход города Лачын. По словам агентства длина новой двухполосной дороги составляла 32 км, а ширина — 7 м. Новый маршрут начинается у реки Акера юго-восточнее села Забух и, пролегая через сёла Киров и Мецкаладереси Шушинского района, выходит на трассу Горис — Степанакерт в районе села Егцаог.
27 июня 2022 года премьер-министр Армении Никол Пашинян заявил на пресс-конференции, что после строительства нового маршрута движения по Лачинскому коридору, территории, не находящиеся в границах бывшей НКАО, в том числе город Лачын, перейдут под контроль Азербайджана.
Строительство армянского участка дороги стартовало 12 августа 2022 года. Он расположен южнее прежней дороги и пролегает через село Корнидзор.
Армянское население покинуло населённые пункты вдоль Лачинского коридора до 25 августа 2022 года. 26 августа подразделения азербайджанской армии были размещены в городе Лачын. К 1 сентября 2022 года все посты российских миротворцев были выведены с территории Лачинского коридора.

## Блокада Нагорного Карабаха
С 12 декабря 2022 года трасса Степанакерт—Горис была перекрыта в районе города Шуши людьми, назвавшимися экологическими активистами, но таковыми, как стало ясно в дальнейшем, не являвшимися. По мнению многих независимых аналитиков перекрытие дороги было организовано властями Азербайджана с целью достижения политических целей и оказания давления на непризнанную НКР. Перекрытие единственной дороги соединяющей Армению с де-факто республикой поставило население Нагорно-Карабахской Республики на грань гуманитарной катастрофы. 28 апреля 2023 года азербайджанские силовики заменили «эко-активистов» в Лачинском коридоре.

### КПП Азербайджана у въезда в коридор
23 апреля 2023 года, вопреки трехстороннему заявлению от ноября 2020 года, подразделениями Государственной пограничной службы Азербайджанской Республики в начале дороги Лачын-Степанакерт (Ханкенди) на мосту через реку Акера был установлен контрольно-пропускной пункт. Установление КПП в Лачинском коридоре стало беспрецедентным после окончания войны 2020 года шагом, предпринятый официальным Баку. Сам мост длиной около 100—130 метров был построен азербайджанской стороной во время строительства нового маршрута Лачинского коридора. Под мостом проходит грунтовая дорога, находящаяся под азербайджанским контролем.
Государственная пограничная служба Азербайджана заявила, что Азербайджан вынужден был установить КПП, чтобы остановить нарушения армянской стороны. Согласно заявлению Госпогранслужбы Азербайджана, этот КПП должен «предотвратить незаконную перевозку живой силы, оружия и мин». МИД Азербайджана, в свою очередь, заявило, что надлежащие меры для установления контроля в начальной точке дороги на границе между Азербайджаном и Арменией были приняты в связи с «продолжающимся систематическим и крупномасштабным использованием дороги Лачин-Ханкенди в незаконных целях армянской стороной вопреки Трехстороннему заявлению от 10 ноября 2020 года и вытекающей из этого угрозой безопасности». Армения обвинения в этом категорически отвергла и заявила, что КПП на мосту Хакари в Лачинском коридоре грубо нарушает соглашение о прекращении огня 2020 года. Ереван призвал Россию выполнить свои обязательства, согласно которым Лачинский коридор должен находиться под контролем российских миротворцев. В заявлении Госпогранслужбы Азербайджана также было отмечено, что командование российского миротворческого контингента и российско-турецкий мониторинговый центр были проинформированы об установке КПП.
Правительство США заявило, что оно «глубоко обеспокоено» установлением Азербайджаном КПП на единственном сухопутном пути в Нагорный Карабах, подчеркнув, что это «подрывает усилия по установлению мира в регионе».
28 апреля военный обозреватель агентства Turan Шахин Гаджиев сообщил корреспонденту «Кавказского узла», что судя по фотографиям и видеокадрам, распространенным в социальных сетях и медиа, видна установка на мосту крытого переходного пункта, также установлены кабина для паспортного контроля, контейнеры под служебные помещения, комнаты отдыха пограничников и сканеры для проверки содержимого транспортных средств. Основываясь на фото и видеокадрах из интернета, Гаджиев заявил, что пока через КПП проезжают транспортные средства российских миротворцев и Красного Креста.
Несколько недель спустя азербайджанская сторона распространила видео, на котором, якобы, несколько армян пересекают КПП без сопровождения российских миротворцев. В НКР данное видео посчитали смонтированным, а отдельных граждан, собирающихся воспользоваться КПП, подвергли жёсткой критике. В дальнейшем азербайджанские СМИ неоднократно сообщали о случаях беспрепятственного пересечения группами карабахских армян азербайджанского КПП.